# Willi Wolff
Pour les articles homonymes, voir Wolff.
Willi Wolff (né le 16 avril 1883 à Schönebeck, Empire allemand et mort le 7 avril 1947  à Nice) est un scénariste, producteur et réalisateur allemand.

## Biographie
Willi Wolff se fit notamment remarquer pour ses films-opérettes.
Willi Wolff fut l'époux de l'actrice du muet Ellen Richter (de).

## Filmographie partielle
- 1927 : Le Baron imaginaire
- 1927 : Tête haute, Charly!
- 1928 : Moral
- 1930 : Un caprice de la Pompadour

## Source de la traduction
- (en) Cet article est partiellement ou en totalité issu de l’article de Wikipédia en anglais intitulé « Willi Wolff » (voir la liste des auteurs).